# 1185 в Україні

## Події

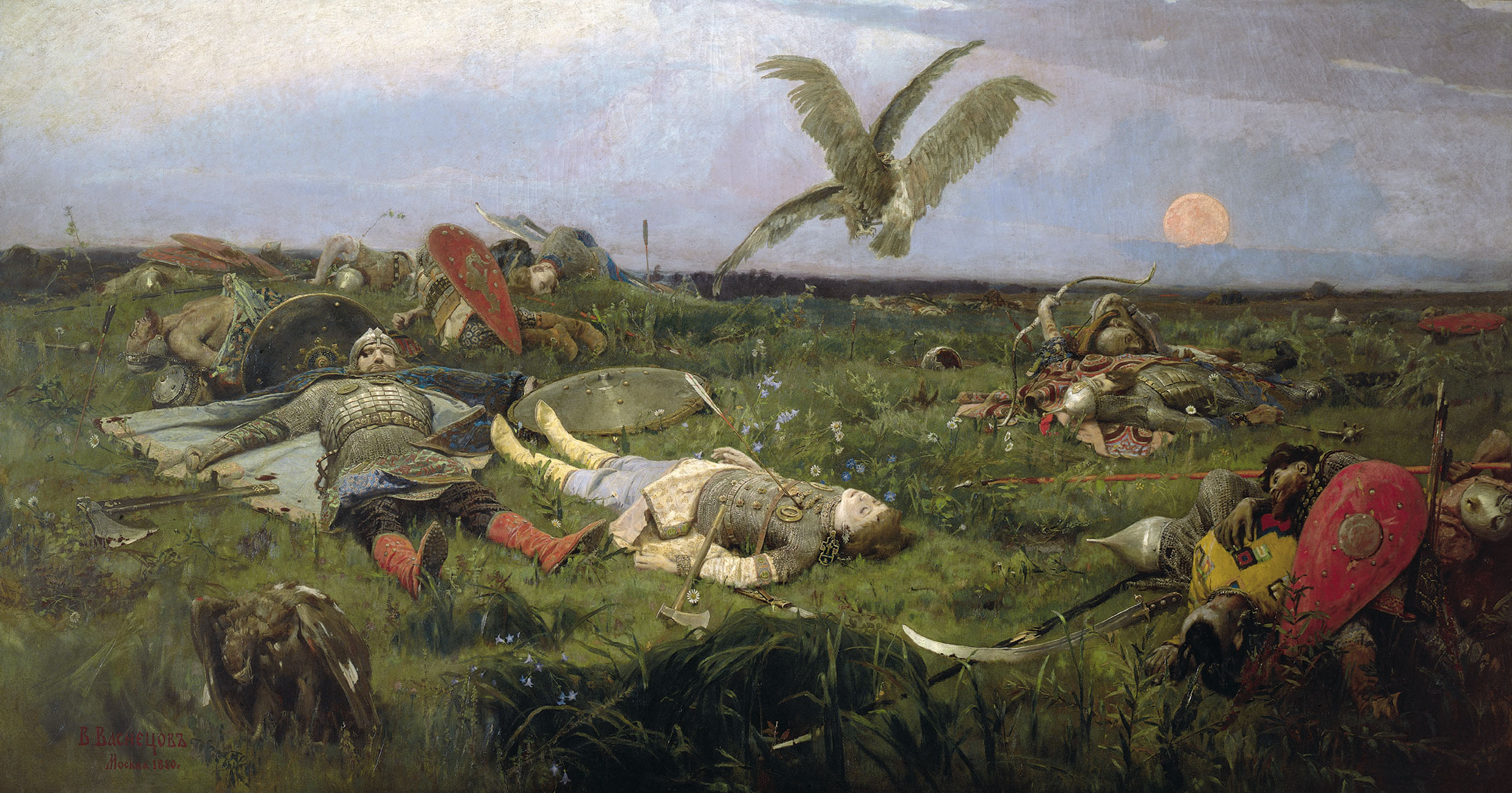

- Новгород-сіверський князь Ігор Святославич здійснив невдалий похід на половців, оспіваний у Слові о полку Ігоревім.

## Засновані, зведені
- Тетіїв